# Рамария красивая
Рамария красивая, или рамария прекрасная, или рогатик прекрасный (лат. Ramaria formosa) — гриб из рода Рамария семейства Гомфовые.

## Синонимы
- Clavaria formosa Pers., 1797basionym
- Merisma formosum (Pers.) Lenz, 1831
- Corallium formosum (Pers.) G. Hahn, 1883

## Описание
Плодовое тело 5—15 см диаметром, до 25 см высотой, кустистое, с многочисленными, на концах раздвоенными или тупо-рассечёнными ветвями. Оно имеет охристо-буроватую или желтовато-буроватую окраску. Основание плодового тела массивное и более светлое. Старые экземпляры отличаются монотонной кожано-бурой окраской.
Мякоть беловатая, хрупкая, слегка горьковатая, без особого запаха. При надавливании иногда краснеет.
Споровый порошок охряный.

## Съедобность
Гриб несъедобен. Плодовое тело гриба без выраженного запаха, с неприятным горьким вкусом. Рамарии красивые не употребляют в пищу из-за содержания в химическом составе токсичных соединений. Этот гриб не только несъедобен, но ещё и ядовит. Может вызвать серьёзное нарушение функций пищеварительной системы.